# Arrondissement de Schweidnitz

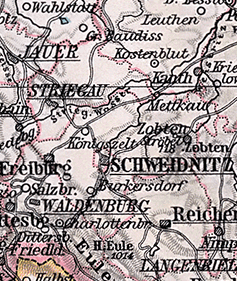
L'arrondissement de Schweidnitz aux limites de 1818 à 1932

L'arrondissement de Schweidnitz est un arrondissement prussien de Silésie qui a existé de 1742 à 1945. Le siège de l'arrondissement est Schweidnitz, qui a formé son propre arrondissement urbain depuis 1899. L'ancienne zone de l'arrondissement fait maintenant partie de la voïvodie polonaise de Basse-Silésie.

## Histoire

### Royaume de Prusse
Après la conquête de la majeure partie de la Silésie par la Prusse en 1741, les structures administratives prussiennes sont introduites en Basse-Silésie par l'ordre du cabinet royal du 25 novembre 1741. Celles-ci comprennent la création de deux chambres de guerre et de domaine (de) à Breslau et Glogau ainsi que leur division en arrondissements et la nomination d' administrateurs d'arrondissement le 1er janvier 1742
Dans la principauté de Schweidnitz, l'une des sous-principautés silésiennes, les quatre arrondissements prussiens de Bolkenhain-Landeshut, Reichenbach, Schweinitz et Striegau sont formés à partir d'anciens faubourgs silésiens,. Les quatre arrondissements sont subordonnés à la chambre de guerre et de domaine de Breslau jusqu'à ce qu'ils soient affectés au district de Reichenbach dans la province de Silésie au cours des réformes Stein-Hardenberg en 1815.
Le 1er janvier 1818, le nouveau arrondissement de Waldenburg est formé à partir de la partie sud-ouest de l'arrondissement de Schweidnitz. Après la dissolution du district de Reichenbach, les arrondissements de Schweidnitz et de Waldenburg sont fusionnés le 1er mai 1820 et affecté au district de Breslau.

## État libre de Prusse
Le 8 novembre 1919, la province de Silésie est dissoute et la nouvelle province de Basse-Silésie est formée à partir des districts de Breslau et Liegnitz. Le 30 septembre 1929, tous les districts de domaine de l'arrondissement de Striegau sont dissous et attribués aux communes voisines conformément à l'évolution du reste de l'État libre de Prusse. Dans le même temps, le district de  domaine de Költschenbusch est transféré de l'arrondissement de Schweidnitz à l'arrondissement de Reichenbach.
Le 1er octobre 1932, la majeure partie de l'arrondissement dissous de Striegau et la commune de Borganie de l'arrondissement de Neumarkt sont incorporées à l'arrondissement de Schweidnitz. Dans le même temps, l'arrondissement donne la ville de Zobten et les communautes d'Altenburg, Bankwitz, Groß Mohnau, Groß Silsterwitz, Kapsdorf, Klein Silsterwitz, Kristelwitz, Marxdorf, Michelsdorf, Mörschelwitz-Rosenthal, Protschkenhain, Queitsch, Rogau-Rosenau, Striegelmühle, Ströbel et Wernersdorf à l'arrondissement de Breslau,.
Le 1er avril 1938, les provinces prussiennes de Basse-Silésie et de Haute-Silésie fusionnent pour former la nouvelle province de Silésie. Le 1er octobre 1938, l'arrondissement urbain de Schweidnitz est agrandi en incorporant des parties des communes de Kroischwitz, Nieder Bögendorf et Schönbrunn. Le 18 janvier 1941, la province de Silésie est dissoute et la nouvelle province de Basse-Silésie est formée à partir des districts de Breslau et Liegnitz.
Au printemps 1945, l'arrondissement est occupé par l'Armée rouge. À l'été 1945, l'arrondissement est placé sous administration polonaise par les forces d'occupation soviétiques conformément à l'Accord de Potsdam (de). L'afflux de civils polonais commence dans l'arrondissement, dont certains viennent des zones à l'est de la ligne Curzon qui sont tombées aux mains de l'Union soviétique. Dans la période qui suit, la majeure partie de la population allemande est expulsée de l'arrondissement.

## Évolution de la démographie
| Année | Habitants | Source |
| ----- | --------- | ------ |
| 1795  | 82 059    | [ 9 ]  |
| 1819  | 47 117    | [ 10 ] |
| 1846  | 68 182    | [ 11 ] |
| 1871  | 82 016    | [ 12 ] |
| 1885  | 95 011    | [ 13 ] |
|       |           |        |
| 1900  | 71 812    | [ 14 ] |
| 1910  | 71 866    | [ 14 ] |
| 1925  | 70 679    | [ 15 ] |
|       |           |        |
| 1939  | 93 860    | [ 15 ] |

## Administrateurs de l'arrondissement
1742–175600Carl Siegmund von Zedlitz und Leipe (de)
1756–176600Heinrich Wilhelm von Zedlitz und Leipe (de)
1766–178900von Dresky
1789–000000Wilhelm Hans Ernst von Czettritz (de)
1812–000000Emanuel von Woikowsky
1833–184000Eduard Hufeland (de)
1842–184600Eduard von Gellhorn (de)
1846–000000Ubaldo von Gellhorn
1863–186900Karl von Pückler-Burghauß
1870–188900Hans von Zedlitz-Leipe (de)
1890–191900Dietrich von Zedlitz-Leipe (de)
19190000000von Hundt und Alt Grottkau
1919–193100Gotthilf von Salisch (de)
1931–193200Wilhelm Brandes
1932–193500Otto Ehrensberger (de)
19350000000Hans von Studnitz
19350000000Helmut Grande
1935–193800Karl Ferdinand von der Planitz
1935–194500Wilhelm Adam (de)

## Constitution communale
Depuis le XIXe siècle, l'arrondissement de Schweinitz est divisé en villes, en communes rurales et en districts de domaine. Avec l'introduction de la loi constitutionnelle prussienne sur les communes du 15 décembre 1933 ainsi que le code communal allemand du 30 janvier 1935, le principe du leader est appliqué au niveau municipal. Une nouvelle constitution d'arrondissement n'est plus créée; Les règlements de l'arrondissement pour les provinces de Prusse-Orientale et Occidentale, de Brandebourg, de Poméranie, de Silésie et de Saxe du 19 mars 1881 restent applicables.

## Communes
L'arrondissement de Schweidnitz comprend pour la dernière fois deux villes et 103 communes :
| - Alt Jauernick - Arnsdorf - Barzdorf - Bergen (Kr. Schweidnitz) - Berghof-Mohnau - Birkholz - Breitenhain - Bunzelwitz - Burkersdorf - Cammerau - Domanze - Eckersdorf - Eisdorf - Esdorf - Fehebeutel - Floriansdorf - Frauenhain - Fribourg-en-Silésie, ville - Friedrichsrode - Goglau - Gohlitsch - Gräben - Gräditz - Groß Merzdorf - Groß Rosen - Groß Wierau - Grunau b. Striegau | - Grunau-Jakobsdorf - Guhlau - Günthersdorf - Gutschdorf - Haidau - Halbendorf - Häslicht - Hohenposeritz - Hohgiersdorf - Hoymsberg - Ingramsdorf - Järischau - Kallendorf - Kaltenbrunn - Käntchen - Klein Bielau - Klein Merzdorf - Klein Wierau - Klettendorf - Kohlhöhe - Königszelt - Konradswaldau - Kratzkau - Kreisau - Kroischwitz - Krotzel - Kunzendorf | - Laasan - Leutmannsdorf - Ludwigsdorf - Muhrau - Neu Jauernick - Neudorf - Nieder Bögendorf - Nieder Giersdorf - Nieder Weistritz - Niklasdorf - Nitschendorf - Ober Bögendorf - Ober Weistritz - Ölse - Penkendorf - Peterwitz - Pilgramshain - Pilzen - Preilsdorf - Puschkau - Qualkau - Raaben - Rauske - Saarau - Säbischdorf - Schmellwitz - Schönbrunn | - Schönfeld - Seiferdau - Seifersdorf - Standorf - Stephanshain - Strehlitz - Streit - Striegau, ville - Tampadel - Tarnau - Teichau - Teichenau - Thomaswaldau - Tunkendorf - Ullersdorf - Weiß Kirschdorf - Weizenrodau - Wickendorf - Wierischau - Wilkau - Würben - Zedlitz - Zirlau - Zülzendorf |

Les incorporations suivantes ont lieu dans l'arrondissement en 1937:
| - Bogendorf Pfarrwiedemuth, le 30 septembre 1928 à Nieder Bogendorf - Groß Friedrichsfelde, le 1er avril 1937 à Leutmannsdorf - Grunau, le 5 janvier 1927 à Grunau-Jacobsdorf - Jacobsdorf, le 5 janvier 1927 à Grunau-Jacobsdorf - Kiefendorf, le 30 septembre 1928 à Floriansdorf - Klein Leutmannsdorf, le 1er avril 1937 à Leutmannsdorf - Leutmannsdorf, côté montagne, au 1er avril 1937 à Leutmannsdorf - Leutmannsdorf, Grundseite, le 1er avril 1937 à Leutmannsdorf - Mittel Arnsdorf, le 30 septembre 1928 à Arnsdorf - Mörschelwitz, avant 1908 à Mörchelwitz-Rosenthal - Nieder Arnsdorf, le 30 septembre 1928 à Arnsdorf - Nieder Graditz, le 30 septembre 1928 à Kreisau | - Nieder Kunzendorf, le 30 septembre 1928 à Kunzendorf - Nieder Streit, le 1er avril 1937 à Streit - Ober Arnsdorf, le 30 septembre 1928 à Arnsdorf - Ober Kunzendorf, le 30 septembre 1928 à Kunzendorf - Ober Leutmannsdorf, le 1er avril 1937 à Leutmannsdorf - Ober Streit, le 1er avril 1937 à Streit - Ohmsdorf, le 30. Septembre 1928 à Burkersdorf - Rosenthal, avant 1908 à Mörchelwitz-Rosenthal - Roth Kirschdorf, le 30 septembre 1928 à Zülzendorf - Schlesierthal, avant 1908 à Breitenhain - Schwengfeld, le 30 septembre 1928 à Esdorf - Stäubchen, le 30 septembre 1928 à Groß Merzdorf |

## Changements de noms de lieux
Berghof-Mohnau s'appelait Wenig Mohnau jusqu'en 1928 et Gräditz s'appelait Königlich Gräditz jusqu'en 1930. Les noms des communes suivantes sont changés en 1937 :
- Borganie → Bergen (Kr. Schweidnitz)
- Stanowitz → Standorf
- Tschechen → Friedrichsrode (Niederschles.)

## Personnalités
- Bernhard Adalbert Emil Koehne (1848-1918), botaniste né à Striegau
- Georg Dröscher (1854-1945), acteur né à Puschkau
- August von Pückler (1864-1937), homme politique né à Schönfeld
- Michael von Matuschka (1888-1944), homme politique né à Schweidnitz
- Helmuth James von Moltke (1907-1945), combattant de la résistance contre le national-socialisme
- Manfred Kanther (1939-), homme politique né à Schweidnitz
- Manfred von Richthofen, pilote de chasse pendant la Première Guerre mondiale
- Emil Krebs, polyglotte, sinologue, diplomate